# Shontel Brown
Shontel M. Brown (nacida el 24 de junio de 1975) es una política estadounidense, actual miembro de la Cámara de Representantes por el 11.º distrito congresional de Ohio desde noviembre de 2021. Es miembro del Partido Demócrata, ganó su escaño en una elección especial el 2 de noviembre de 2021. También es miembro del Consejo del Condado de Cuyahoga, en representación del Distrito 9, y es presidenta del Partido Demócrata del Condado de Cuyahoga.